# A-dos-Cãos
A-dos-Cãos era, em 1747, uma aldeia portuguesa da freguesia de Santa Maria de Loures, termo da cidade de Lisboa, no Patriarcado de Lisboa, na Província da Estremadura.